# Catoblepia buenavista
Catoblepia buenavista är en fjärilsart som beskrevs av Rothschild 1916. Catoblepia buenavista ingår i släktet Catoblepia och familjen praktfjärilar. Inga underarter finns listade i Catalogue of Life.